# Дженніфер Мелфі
Доктор Дженіфер Мелфі — персонаж серіалу «Клан Сопрано». Роль виконала Лорейн Бракко. Доктор Мелфі — психіатр головної фігури серіалу Тоні Сопрано.
Ймовірно, Мелфі, єдина особа, яка по справжньому розуміє Ентоні Сопрано. За багато років він ділився з лікарем своїми переживаннями стосовно багатьох проблем, які він не обговорював ні зі своїми друзями, ні з дружиною Кармелою. Проте Мелфі і Сопрано мають незвичайні стосунки. Тоні побоюється лікарки через доволі відверті розмови з нею. Але він також боїться результатів бездіяльності у лікуванні своєї хвороби. В результаті сеансів лікарка спостерігає часті коливання настрою свого пацієнта.
Під час своєї роботи Дженіфер намагається допомогти гангстерові, долаючи опір небажання Сопрано відкривати свої правдиві почуття та проблеми. З плином часу у лікарки виникають певні почуття до Тоні, та все ж вона дотримується професійної етики. У Ентоні також виникають почуття, але вони сильніші за почуття Мелфі. Ще у першому сезоні він освідчується їй у кохання та наймає поліцейського стежити за нею, щоб дізнатись все про її особисте життя.